# Guernanville
Guernanville era una comuna francesa situada en el departamento de Eure, de la región de Normandía, que el 1 de enero de 2016 pasó a ser una comuna delegada de la comuna nueva de Le Lesme al fusionarse con la comuna de Sainte-Marguerite-de-l'Autel.

## Demografía
| Gráfica de evolución demográfica de Guernanville entre 1800 y 2013 |
|                                                                    |

Los datos demográficos contemplados en este gráfico de la comuna de Guernanville se han cogido de 1800 a 1999 de la página francesa EHESS/Cassini, y los demás datos de la página del INSEE.